# Cromatòpsia
La cromatòpsia és un defecte visual en què els objectes apareixen d'un color diferent del que tenen. Aquesta alteració se subdivideix en xantòpsia, eritròpsia, cloròpsia i cianòpsia, que equivalen a visió groga, vermella, verda i blava, respectivament, segons el color amb què es veuen els objectes. En alguns casos, els objectes incolors poden aparèixer tenyits de color.
La cromatòpsia es pot produir a conseqüència del consum de drogues, l'alteració dels centres òptics, l'extracció de cataractes o un enlluernament.